# Hryziw
Hryziw (ukrainisch Гриців; russisch Грицев Grizew, polnisch Hryców) ist eine Siedlung städtischen Typs im Norden der ukrainischen Oblast Chmelnyzkyj mit etwa 3600 Einwohnern (2014).

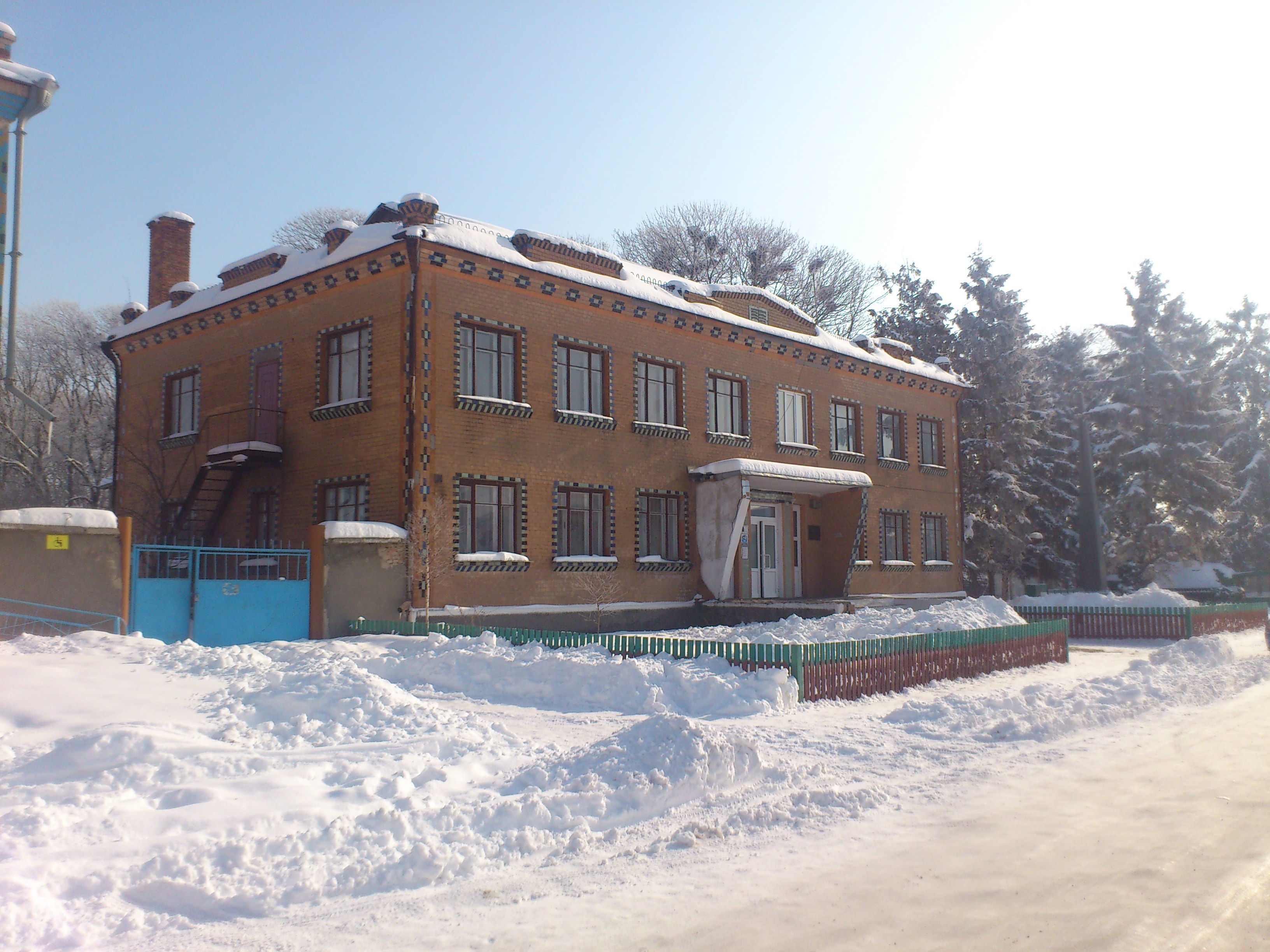
Gebäude im Ort

Die Ortschaft wurde 1230 gegründet und erhielt 1959 den Status einer Siedlung städtischen Typs.
Hryziw liegt im Rajon Schepetiwka am Ufer der Chomora, einem 114 km langen, linken Nebenfluss des Slutsch, etwa 75 km nördlich von Chmelnyzkyj und 32 km südlich vom Rajonzentrum Schepetiwka. Am Ort entlang verläuft die Regionalstraße P−32.

## Verwaltungsgliederung
Am 14. September 2016 wurde die Siedlung zum Zentrum der neugegründeten Siedlungsgemeinde Hryziw (Грицівська селищна громада/Hryziwska selyschtschna hromada). Zu dieser zählen auch die 14 in der untenstehenden Tabelle aufgelisteten Dörfer, bis dahin bildete sie zusammen mit dem Dorf Korpyliwka die gleichnamige Siedlungsratsgemeinde Hryziw (Грицівська селищна рада/Hryziwska selyschtschna rada) im Süden des Rajons Schepetiwka.
Folgende Orte sind neben dem Hauptort Hryziw Teil der Gemeinde:
| Name                     | Name            | Name                                   |
| ukrainisch transkribiert | ukrainisch      | russisch                               |
| ------------------------ | --------------- | -------------------------------------- |
| Korpyliwka               | Корпилівка      | Корпиловка (Korpilowka)                |
| Kratschaniwka            | Крачанівка      | Крачановка (Kratschanowka)             |
| Kurhaniwka               | Курганівка      | Кургановка (Kurganowka)                |
| Lotiwka                  | Лотівка         | Лотовка (Lotowka)                      |
| Mala Schkariwka          | Мала Шкарівка   | Малая Шкаровка (Malaja Schkarowka)     |
| Moskwytjaniwka           | Москвитянівка   | Москвитяновка (Moskwitjanowka)         |
| Mykulyn                  | Микулин         | Микулин (Mikulin)                      |
| Onyschkiwzi              | Онишківці       | Онишковцы (Onischkowzy)                |
| Orlynzi                  | Орлинці         | Орлинцы (Orlinzy)                      |
| Roschytschna             | Рожична         | Рожична (Roschitschna)                 |
| Sawerzi                  | Саверці         | Саверцы (Sawerzy)                      |
| Sassaniwka               | Сасанівка       | Сасановка (Sassanowka)                 |
| Ustjaniwka               | Устянівка       | Устьяновка (Ustjanowka)                |
| Welyka Schkariwka        | Велика Шкарівка | Великая Шкаровка (Welikaja Schkarowka) |